# Pro-cathédrale Saints-Pierre-et-Paul d'Oulan-Bator
Pour les articles homonymes, voir Cathédrale Saints-Pierre-et-Paul.
La pro-cathédrale Saints-Pierre-et-Paul est un édifice religieux catholique d'Oulan-Bator, en Mongolie. Construite sur les plans de l'architecte serbe Predak Stupar et consacrée en 2003 par le cardinal Crescenzio Sepe, sa forme rappelle celle d'une yourte.

## Description
Dans sa partie supérieure la pro-cathédrale est éclairée par 36 fenêtres semi-circulaires ainsi que par un puits de lumière ajouté en 2005, sur le projet de frère Mark, membre de la communauté de Taizé. Sur les vitraux figurent les quatre évangélistes avec leurs symboles, soit un aigle, un ange, un yak et une panthère des neiges (les deux derniers étant une ré-interprétation de l'iconographie chrétienne traditionnelle, un taureau ailé et un lion ailé).